# 特雷佩站
特雷佩站是位于拉脱维亚拉特加尔地区维佩堂区的火车站，里加-陶格夫匹尔斯铁路线经过该车站。